# Antoine Augustin Cournot
Antoine Augustin Cournot, född 28 augusti 1801 i Gray, Haute-Saône, död 31 mars 1877 i Paris, var en fransk nationalekonom och matematiker.
Cournot blev 1834 professor i matematik vid universitetet i Lyon, 1838 generalinspektör för undervisningsväsendet och var 1852-64 rektor vid akademien i Dijon. Hans betydelse för nationalekonomin vilar egentligen på arbetet Recherches sur les principes mathématiques de la théorie des richesses (1838, engelsk översättning i serien "Economic Classics", 1897), som, efter att i 30 år ha varit obeaktat, blev utgångspunkten för den sedan 1870-talet mycket betydelsefulla matematiska behandlingen av nationalekonomins rent teoretiska delar, särskilt värde- och prisläran. En framställning av sina nationalekonomiska åsikter utan tillhjälp av matematiska formler gav han i Principes de la théorie des richesses (1863), av vilken den kort före hans död utkomna Revue sommaire des doctrines économiques (1877) bildar en fullständigt ny bearbetning.